# 奧法克山
47°36′53″N 11°05′54″E / 47.61472°N 11.09833°E
奧法克峰（德語：Aufacker），是德國的山峰，位於該國東南部，由巴伐利亞州負責管轄，屬於阿爾高阿爾卑斯山脈的一部分，海拔高度1,542米，每年平均降雨量1,715毫米。奧法克峰位於西北部的赫恩勒山（1,548米）和東南部的拉伯峰（1,686米）之間。Großer Aufacker 旁邊是 Kleine Aufacker，再往東700米，海拔1531米。奧法克峰大部分被森林覆蓋，很容易通過森林和遠足徑攀登。從上阿默高出發，首先向東穿過聖格雷戈爾區，穿過樹木繁茂的南部山脊，只需不到兩個小時即可到達山頂。上升的另一種可能性是通過上阿默高附近的 Berggasthaus Romanshöhe。